# Baiima
Baiima este un oraș în Sierra Leone.